# 老井 (北卡罗来纳大学教堂山分校)

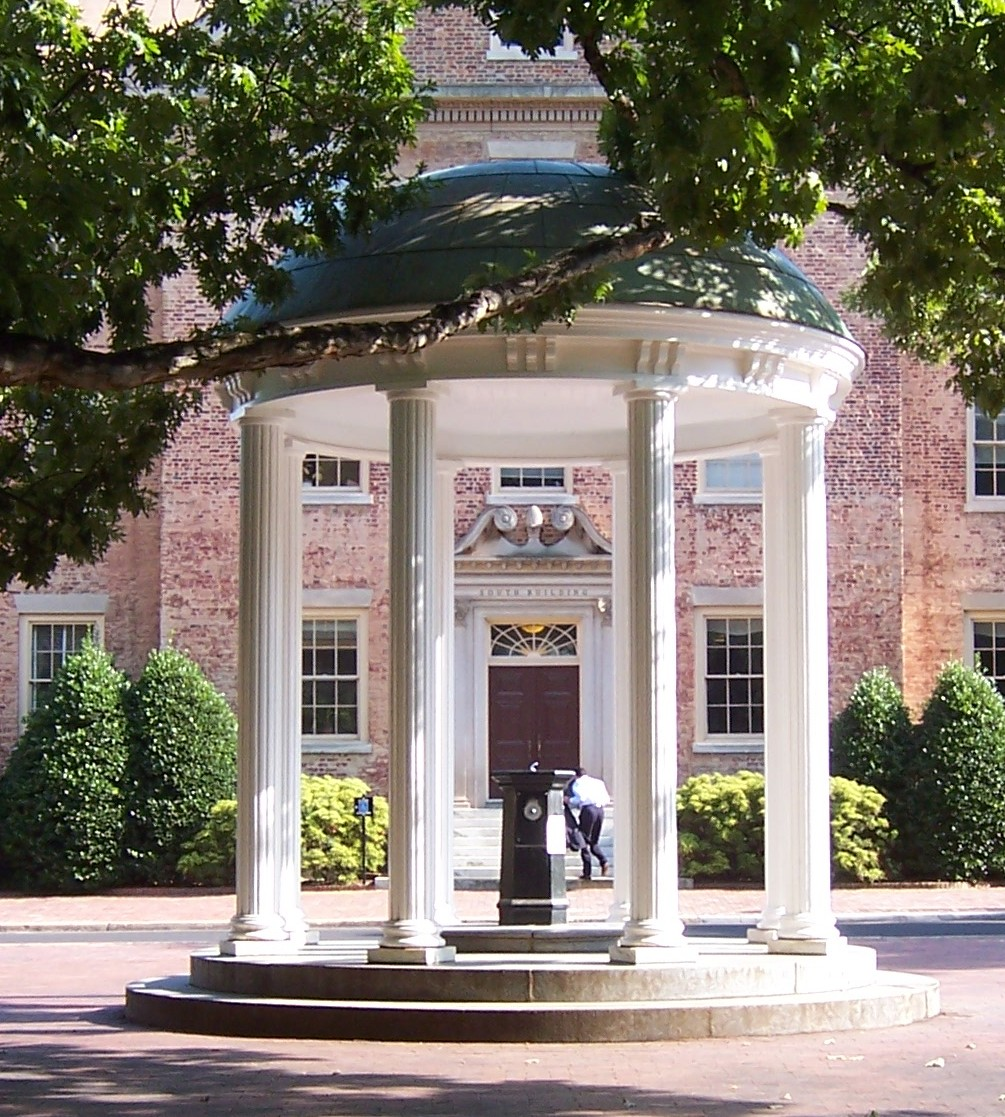
南大楼门前的老井。老井，一座以凡尔赛花园中的爱德圣堂为基础的新古典主义的小圆形建築，是北卡罗来纳大学教堂山一直一来的象征。

老井（英語：Old Well）是一座坐落在美國北卡罗来纳大学教堂山校园内的新古典主义圆顶小型建筑。它标记了学校舊時的水源的所在地，而且成为了学校一直一来的象征，扮演了某种非官方的校徽的角色。

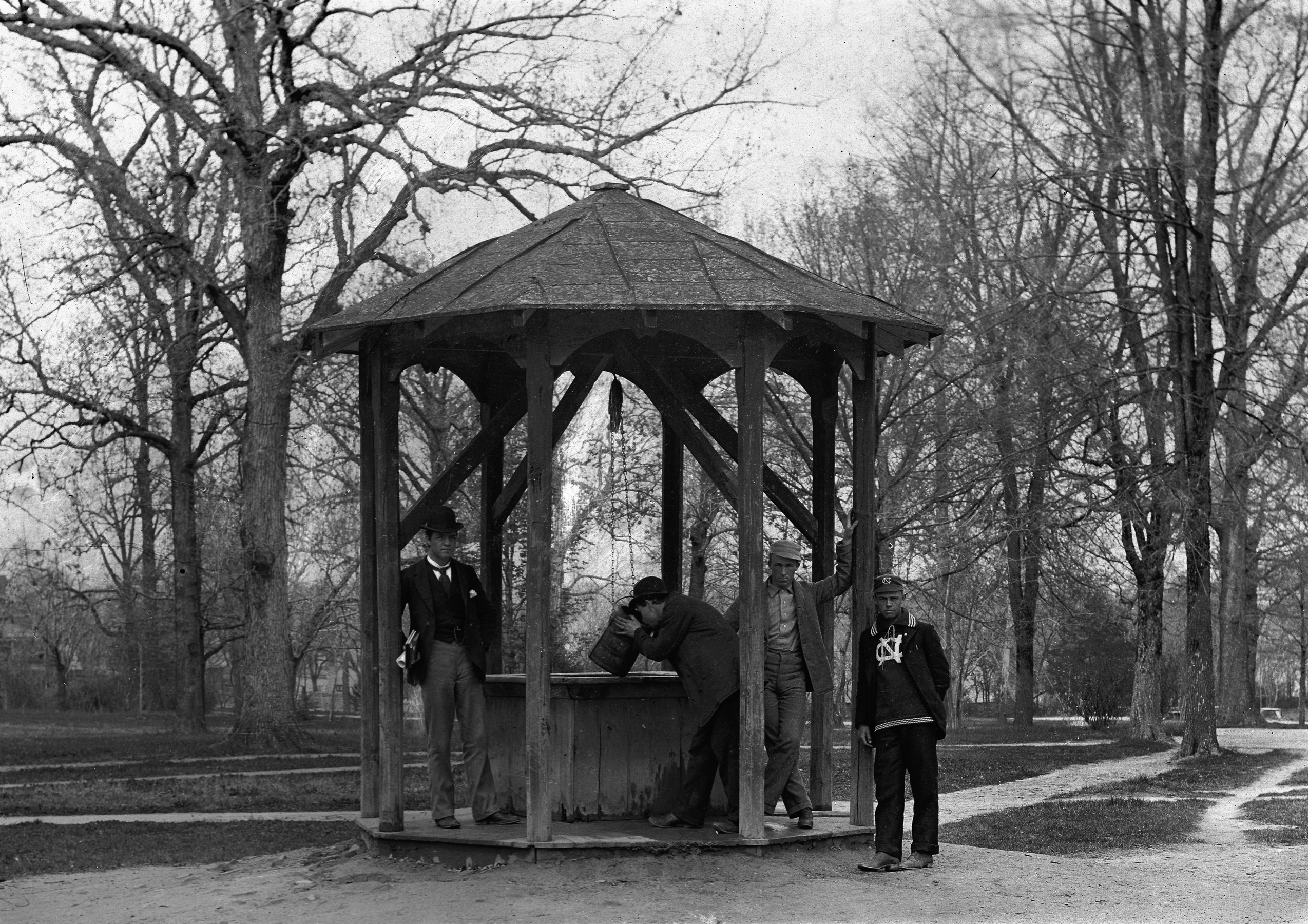
这张1892年的照片，展示了当时老井作为学校唯一水源的情景

老井和旧东方——美国公立大学的第一个建筑物——同龄。许多年来，它是这座嗷嗷待哺的新生校园的唯一水源。它处在McCorkle广场——校园里两大四方草坪之一的最南端。1897年，原来的井被当时的校董Edwin A. Alderman替换了，并换以现在装饰建筑。现在的老井是参照凡尔赛花园中的爱德圣堂的样子设计的。1954年，作为1954年毕业班的献礼，老井被装上了条凳，砖墙，各种鲜花和树木在它周围种下。
如今，老井是由一座大理石飲水機提供自來水，而非由水桶打取井水。学校有个说法，一个人如果喝了老井里面的水，会是一种幸运的象征。传說中新生在入学第一天喝一口老井里面的水，可以在接下来的四年拿全A。所以，每年开学的第一天都会看到新生在老井前排长队饮水。
老井被美国园艺设计师协会评为国家级优秀园艺设计地标。